# Sztrettye
Sztrettye románul: Stretea, település Romániában, Erdélyben, Hunyad megyében.

## Fekvése
Jófőtől és Dobrától északra, a Maros bal partján fekvő település.

## Története
Sztrettye nevét 1750-ben említette először oklevél Sztreteje néven.
1805-ben Sztretye, 1808-ban Sztretfalva, Sztrétéu, 1861-ben Strettye, 1888-ban Sztrettye (Szeretfalva, Sztrétye), 1913-ban Sztrettye néven írták.
A trianoni békeszerződés előtt Hunyad vármegye Marosillyei járásához tartozott.
1910-ben 150 lakosából 2 német, 148 román volt. Ebből 2 református, 148 görögkeleti ortodox volt.